# Skoczki (owady)

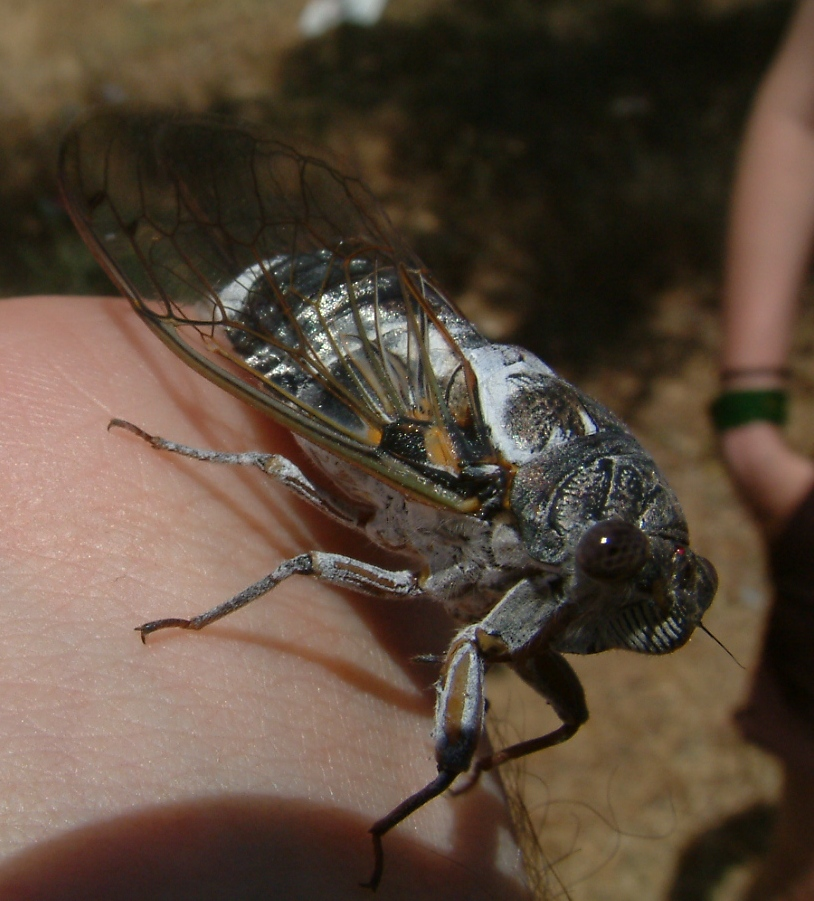
Samce cykad wydają charakterystyczne odgłosy słyszane z dużych odległości

Skoczki – owady z rzędu pluskwiaków, zamieszkujących głównie strefy zwrotnikowe i podzwrotnikowe, charakteryzujących się skoczną trzecią parą odnóży oraz błoniastymi skrzydłami o żyłkowaniu podłużnym i poprzecznym.
Nazwa skoczki używana jest w różnych znaczeniach i może oznaczać:
- piewiki (Fulgoromorpha i Cicadomorpha)
- przedstawicieli nadrodziny Membracoidea
- przedstawicieli rodziny skoczkowatych (Cicadellidae)